# Gesenberg
Gesenberg ist eine Hofschaft in Halver im Märkischen Kreis im Regierungsbezirk Arnsberg in Nordrhein-Westfalen (Deutschland).

## Lage und Beschreibung
Gesenberg liegt auf 386 Meter über Normalnull südwestlich vom Halveraner Hauptort auf dem Höhenzug zwischen den Tälern der Ennepe und des Bolsenbachs. Nachbarorte sind neben dem Hauptort die Orte  Stenkenberg, Niederhövel, Altemühle, Hesseln, Hefendehl und Im Sumpf. Der Ort ist über Nebenstraßen zu erreichen, die den Hauptort mit dem Ortsteil Anschlag verbinden. 
Östlich erhebt sich eine Anhöhe mit 396,5 Meter über Normalnull und südlich eine weitere mit 397,7 Meter über Normalnull.

## Geschichte
Gesenberg wurde erstmals um das Jahr 950 urkundlich erwähnt, die Entstehungszeit der Siedlung wird auf dem Zeitraum zwischen 900 und 950 infolge des fränkisch-karolingischen Siedlungsbaus vermutet.
Um 1500 ist durch Urkunden belegt, dass der Hof (Gesen-)Berg dem bergischen Amt Beyenburg abgabenpflichtig war. Die Gerichtsbarkeit des Hofs unterstand einem extra für die bergischen Höfe im ansonsten märkisch beherrschten Kirchspiel Halver bestellten bergischem Richter, was häufig zu Streit mit dem für das Kirchspiel eigentlich zuständigen märkischen Gografen führte.
1818 lebten 20 Einwohner im Ort. Laut der Ortschafts- und Entfernungs-Tabelle des Regierungs-Bezirks Arnsberg wurde Gesenberg als Hof kategorisiert und besaß 1838 eine Einwohnerzahl von 33, allesamt evangelischen Glaubens. Der Ort gehörte zur Lausberger Bauerschaft innerhalb der Bürgermeisterei Halver und besaß vier Wohnhäuser, drei Fabriken bzw. Mühlen und vier landwirtschaftliche Gebäude.
Das Gemeindelexikon für die Provinz Westfalen von 1887 gibt eine Zahl von 46 Einwohnern an, die in fünf Wohnhäusern lebten.
Im Nahbereich gab es die Gesenberger Schleifmühle, ein Schleifkotten am Bolsenbach.